# Phyllanthus faguetii
Phyllanthus faguetii är en emblikaväxtart som beskrevs av Henri Ernest Baillon. Phyllanthus faguetii ingår i släktet Phyllanthus och familjen emblikaväxter. IUCN kategoriserar arten globalt som livskraftig.
Artens utbredningsområde är Nya Kaledonien.

## Underarter
Arten delas in i följande underarter:
- P. f. brevipedicellatus
- P. f. faguetii
- P. f. gracilipedicellatus
- P. f. lifuensis
- P. f. rhombifolius